# Saona-sziget
A Saona-sziget (spanyolul Isla Saona) a Dominikai Köztársaság legnagyobb szigete. Tengerpartjai és élővilága miatt valóságos turistaparadicsom.

## Földrajz
A mintegy 110 km²-es sziget a Dominikai Köztársaság délkeleti részén, La Altagracia tartományban található. A Del Este Nemzeti Parkhoz tartozó sziget területét szinte teljes egészében erdő borítja. Talaja sziklás, északnyugaton számos barlangja van, de nincsenek kiemelkedő magaslatai. Partjai néhol szintén sziklásak, máshol világos színű homokkal borítottak, lassan mélyülők. Mindössze két kis település található rajta: a déli parton Mano Juan és északnyugaton Catuano, amelyeknek összesen csak néhány száz, más forrás szerint körülbelül 1200 lakója van. Ők halászattal és turisztikai szolgáltatásokkal foglalkoznak, illetve Catuanónál egy haditengerészeti támaszpont is található. A lakók egy része növényi anyagokból összetákolt kunyhókban lakik, mivel azon a helyen a terület védett volta miatt más jellegű építkezés tilos. A turisták hajóval érkezhetnek a szigetre: az út Bayahibéből mintegy 2–3 óra.
A sziget különlegessége, hogy partjaitól mintegy 400–600 méter távolságra a tengerben egy nagy méretű (4 km²-es) sekély (körülbelül 1 méter mély vizű) terület található, amelyet „természetes úszómedencének” is neveznek. Ez a világ legnagyobb ilyen jellegű természeti képződménye, és szintén igen népszerű a turisták körében.

## Története
A területen eredetileg tainó indiánok éltek, akik Adamanaynak nevezték a szigetet, de amikor Kolumbusz Kristóf második útja során, 1494. szeptember 14-én itt járt, Bella Savonesának nevezte el a savonai Michele da Cuneo hajós tiszteletére, aki megállapította, hogy a korábban már felfedezett és elnevezett Hispaniolától független, önálló szigetről van szó. Néhány évvel később az indiánok Cotubamaná kacika vezetésével fellázadtak és szembekerültek a Nicolás de Ovando megbízásából Juan de Esquivel irányította katonákkal. Ekkor a sziget barlangjai nyújtottak menedéket nekik, ahol felszereléseiket el is rejtették, ám ők maguk nem tudtak megmenekülni: Cotubamanát is elfogták és kivégezték. Az elrejtett tárgyakra 1912-ben talált rá Teodore de Booy észak-amerikai régész.
Rafael Trujillo Molina elnök idején a szigetet az ő családja kapta meg. 1944-ben Trujillo alapította Mano Juan települést is, ahova 14 családot telepített le, de kerültek ide olyanok is, akik az általuk diktátornak tartott elnök rezsimjéből disszidáltak. 1975. szeptember 16-án Joaquín Balaguer elnök megalapította a Cotubanamá nevű nemzeti parkot, amelynek a sziget is része lett.

## Élővilág
A sziget élővilága igen gazdag: 539-féle növényfajt írtak le eddig, az erdőkön kívül előfordul matorral társulás is, a partok mangroveerdőit pedig négy fő faj alkotja: a vörös mangrove, az Avicennia germinans, a Laguncularia racemosa és a Conocarpus erectus. Az állatok közül számos teknős (például az álcserepesteknős, a közönséges cserepesteknős, a közönséges levesteknős és a kérgesteknős), delfin, madár (például papagájfélék, hollók, sirályok, foglyok, szárcsák, pálmafütyülőludak és vadgalambok), 40-féle hal, 10 korall és 124 puhatestű (köztük a vívócsiga) fordul elő, és jellegzetesek még a hispaniolai orrszarvú leguánok, a manátuszok és a halászdenevér-félék is.

## Képek

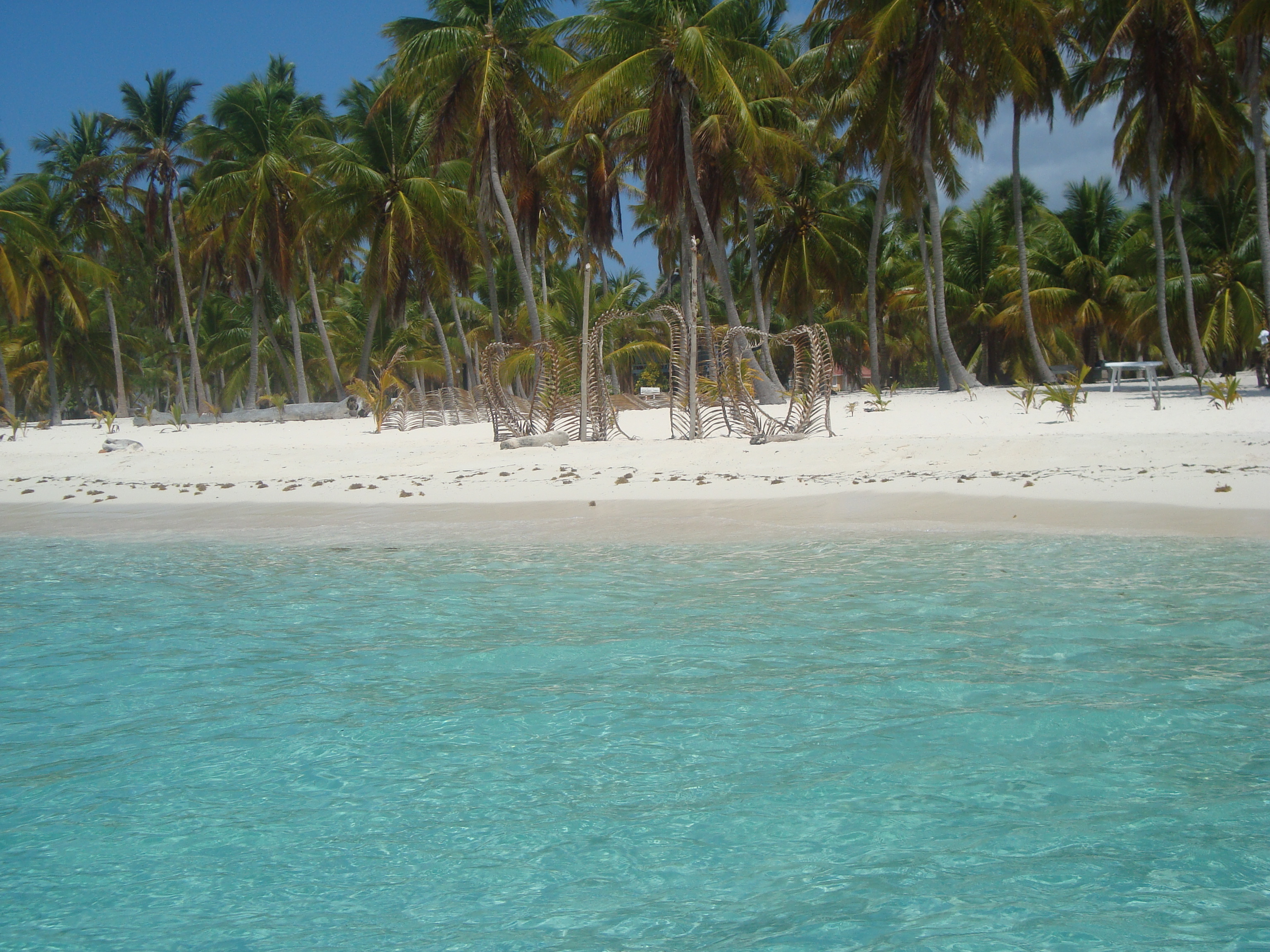
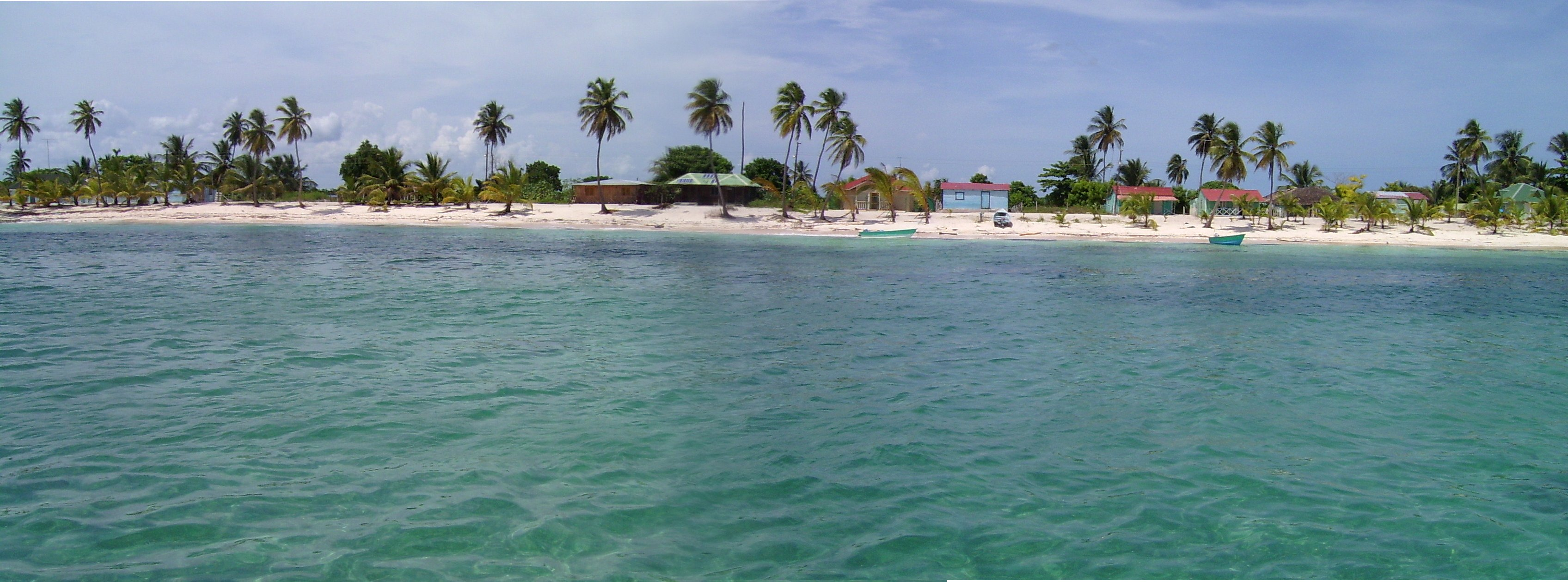
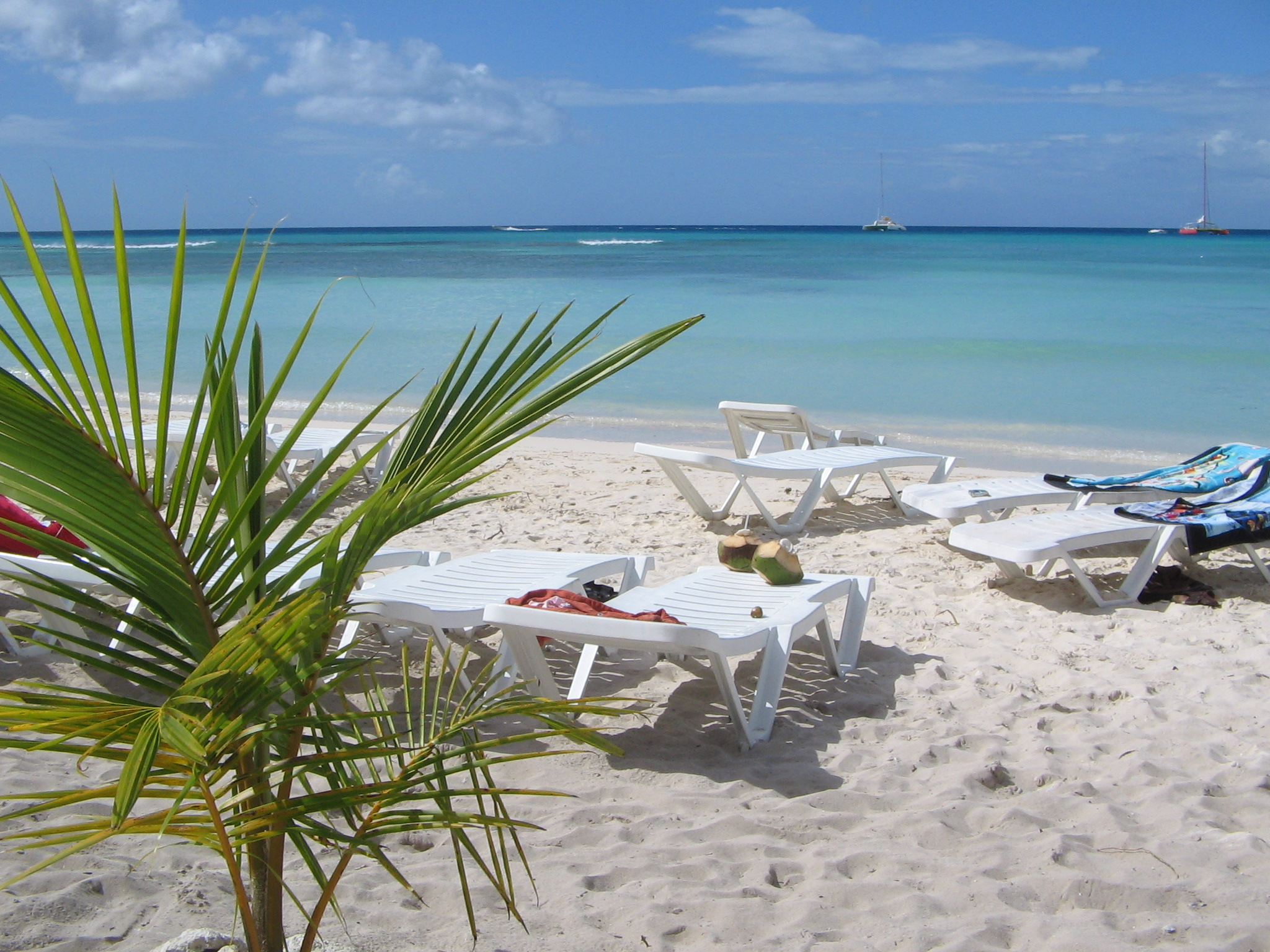
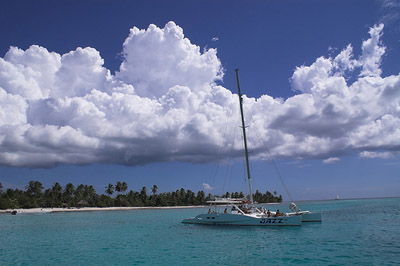